# Bowning Creek
Bowning Creek är ett vattendrag i Australien. Det ligger i delstaten New South Wales, i den sydöstra delen av landet, omkring 250 kilometer sydväst om delstatshuvudstaden Sydney.
Trakten runt Bowning Creek består till största delen av jordbruksmark. Runt Bowning Creek är det mycket glesbefolkat, med 3 invånare per kvadratkilometer. Genomsnittlig årsnederbörd är 921 millimeter. Den regnigaste månaden är februari, med i genomsnitt 170 mm nederbörd, och den torraste är oktober, med 41 mm nederbörd.